# 2002年オーストラリアグランプリ
2002年オーストラリアグランプリ（2002 Australian Grand Prix）は2002年F1世界選手権の開幕戦として、2002年3月3日にアルバート・パーク・サーキットで開催された。

## レース概要
レースはフェラーリのディフェンディングチャンピオン、ミハエル・シューマッハが制した。シューマッハはオーストラリアグランプリ3連勝を達成した8人目のドライバーとなった。ウィリアムズのファン・パブロ・モントーヤが18秒遅れで2位に入り、3位はマクラーレンのキミ・ライコネンであった。ライコネンまでが、優勝したシューマッハと同一ラップで完走した。
ウィリアムズのラルフ・シューマッハがポールシッターのルーベンス・バリチェロに続いたが、スタート直後の多重クラッシュでジョーダンのジャンカルロ・フィジケラ、ザウバーのフェリペ・マッサ、ニック・ハイドフェルド、ルノーのジェンソン・バトン、BARのオリビエ・パニス、トヨタのアラン・マクニッシュと8台がリタイアした。
エディ・アーバインのジャガーはレース終盤に5位争いで観衆の注目を集め4位に入賞した。デヴィッド・ブラバム以来8年ぶりに地元ドライバーとしてレースに参加したマーク・ウェバーは5位に入賞、ミナルディにポイントをもたらした。ミカ・サロのトヨタはトップギアのトラブルで最高速を失った。サロはウェバーをパスしようとしてスピンを喫した。ウェバーとミナルディのオーナー、オーストラリア出身のポール・ストッダートは、表彰式終了後に2人で表彰台へ登り、勝者のシューマッハと共にシャンパンファイトを行った。

## レース前
このレースは4人のドライバーがデビューした。マーク・ウェバーは1994年に走っていたデビッド・ブラバム以来のオーストラリア人で前年の国際F3000選手権で2位に入ったドライバーで、元アロウズのテストドライバーでもある。佐藤琢磨は1999年以来の日本人ドライバーであり、前年のイギリスF3チャンピオン。フェリペ・マッサはマクラーレンに移籍したキミ・ライコネンに続く若い育成ドライバーであり、フェラーリも目をつけている21歳の逸材で、シーズン最年少ドライバーである。一方アラン・マクニッシュは元マクラーレンやベネトンのテストドライバーであり、スポーツカーレースに参戦した30代のルーキーである。

## 予選

### 展開
フェラーリのバリチェロが0.005秒差でチームメイトを上回りポールポジションを獲得した。デビュー戦となるザウバーのマッサはチームメイトのハイドフェルドを破り、ミナルディのウェバーはジャガーの2台を上回った。
予選は序盤はドライだったものの天候が急変し、マシントラブルに見舞われた佐藤はトップから27秒遅れのタイムしか出せず、107％ルールに抵触したが、天候の変化とフリー走行でのタイムを基に最後尾からスタートが許可された。

### 結果
| 順位 | No | ドライバー                       | チーム                   | タイム   | 差      |
| ---- | -- | -------------------------------- | ------------------------ | -------- | ------- |
| 1    | 2  | ルーベンス・バリチェロ           | フェラーリ               | 1'25.843 | －      |
| 2    | 1  | ミハエル・シューマッハ           | フェラーリ               | 1'25.848 | +0.005  |
| 3    | 5  | ラルフ・シューマッハ             | ウィリアムズ・BMW        | 1'26.279 | +0.436  |
| 4    | 3  | デビッド・クルサード             | マクラーレン・メルセデス | 1'26.446 | +0.603  |
| 5    | 4  | キミ・ライコネン                 | マクラーレン・メルセデス | 1'27.161 | +1.318  |
| 6    | 6  | ファン・パブロ・モントーヤ       | ウィリアムズ・BMW        | 1'27.249 | +1.406  |
| 7    | 14 | ヤルノ・トゥルーリ               | ルノー                   | 1'27.710 | +1.867  |
| 8    | 9  | ジャンカルロ・フィジケラ         | ジョーダン・ホンダ       | 1'27.869 | +2.026  |
| 9    | 8  | フェリペ・マッサ                 | ザウバー・ペトロナス     | 1'27.972 | +2.129  |
| 10   | 7  | ニック・ハイドフェルド           | ザウバー・ペトロナス     | 1'28.232 | +2.389  |
| 11   | 15 | ジェンソン・バトン               | ルノー                   | 1'28.361 | +2.518  |
| 12   | 12 | オリビエ・パニス                 | BAR・ホンダ              | 1'28.381 | +2.538  |
| 13   | 11 | ジャック・ヴィルヌーヴ           | BAR・ホンダ              | 1'28.657 | +2.814  |
| 14   | 24 | ミカ・サロ                       | トヨタ                   | 1'29.205 | +3.362  |
| 15   | 20 | ハインツ＝ハラルド・フレンツェン | アロウズ・コスワース     | 1'29.474 | +3.631  |
| 16   | 25 | アラン・マクニッシュ             | トヨタ                   | 1'29.636 | +3.793  |
| 17   | 21 | エンリケ・ベルノルディ           | アロウズ・コスワース     | 1'29.738 | +3.895  |
| 18   | 23 | マーク・ウェバー                 | ミナルディ・アジアテック | 1'30.086 | +4.243  |
| 19   | 16 | エディ・アーバイン               | ジャガー・コスワース     | 1'30.113 | +4.270  |
| 20   | 17 | ペドロ・デ・ラ・ロサ             | ジャガー・コスワース     | 1'30.192 | +4.349  |
| 21   | 22 | アレックス・ユーン               | ミナルディ・アジアテック | 1'31.504 | +5.661  |
| 22   | 10 | 佐藤琢磨                         | ジョーダン・ホンダ       | 1'53.351 | +27.508 |

- 予選通過タイム 1'31.852
- No.10は急激に雨が降り出してからのアタックになったため、フリー走行のタイムを基に決勝出走が許可された

## 決勝

### 展開
レースは大きなクラッシュで始まった。ラルフ・シューマッハがフェラーリに追突、この2台のほか、ライコネン、バトン、ハイドフェルド、マッサ、パニス、フィジケラ、サロ、マクニッシュらが混乱に巻き込まれ、そのうちの8台がリタイヤした。赤旗がでるかと思われたものの、セーフティカーが先導してクラッシュしたドライバーは再スタートができなくなった。
このアクシデント後はクルサードが首位、トゥルーリが2位となる。一方予選フロントロウのシューマッハは順位を落とし、アーバイン、デラロサやウェバー、22番グリッドの佐藤がトップ8に顔を出すというシーンもあったが、佐藤やデラロサはマシントラブルに見舞われ、戦列を去ったり長いピットインを強いられた。
やがてトゥルーリはクラッシュ、セーフティカーが入る。シューマッハはモントーヤをパスしたあとふたたびモントーヤに抜かれ、首位だったクルサードは芝生に突っ込みポジションを落とした。
シューマッハはレース半ばモントーヤを再度オーバーテイク、クルサードはギアボックスを壊し、混乱を生き延びたビルヌーブもウィングを壊しリタイヤするなどし、コース上には8台が残るのみとなった。終盤、2周遅れのミナルディのウェバーと、トヨタのサロという資金規模が全く異なる2チームの争いとなる。トヨタのベテランはすぐにミナルディのルーキーに迫るが、終盤サロがスピンし、この争いは終わってしまった。
シューマッハはレース終盤は独走状態になり開幕戦を制し、F2001の最後の優勝を記録した。2位モントーヤ、3位は最後方から追い上げたライコネンが入った。4位にアーバインが入り、5位にこれがデビュー戦のウェバー、6位サロとなった。トヨタは初レース初入賞となり、ミナルディは1999年ヨーロッパグランプリ以来となるポイントを獲得した。ウェバーにとっても、チーム代表のポール・ストッダートにとっても母国となるレースで、表彰式終了後には表彰台にあがりシャンパンファイトを行うなどした。
なお、アロウズの2台、ハインツ＝ハラルド・フレンツェンは赤信号下ピットレーンを出たことで、エンリケ・ベルノルディはスペアカーを使用したことで失格となった。

### 結果
| 順位 | No | ドライバー                       | チーム                   | 周回数 | タイム/リタイア | グリッド | ポイント |
| ---- | -- | -------------------------------- | ------------------------ | ------ | --------------- | -------- | -------- |
| 1    | 1  | ミハエル・シューマッハ           | フェラーリ               | 58     | 1:35'36.792     | 2        | 10       |
| 2    | 6  | ファン・パブロ・モントーヤ       | ウィリアムズ・BMW        | 58     | +18.628         | 6        | 6        |
| 3    | 4  | キミ・ライコネン                 | マクラーレン・メルセデス | 58     | +25.067         | 5        | 4        |
| 4    | 16 | エディ・アーバイン               | ジャガー・コスワース     | 57     | +1 Lap          | 19       | 3        |
| 5    | 23 | マーク・ウェバー                 | ミナルディ・アジアテック | 56     | +2 Laps         | 18       | 2        |
| 6    | 24 | ミカ・サロ                       | トヨタ                   | 56     | +2 Laps         | 14       | 1        |
| 7    | 22 | アレックス・ユーン               | ミナルディ・アジアテック | 55     | +3 Laps         | 21       |          |
| 8    | 17 | ペドロ・デ・ラ・ロサ             | ジャガー・コスワース     | 53     | +5 Laps         | 20       |          |
| Ret  | 3  | デビッド・クルサード             | マクラーレン・メルセデス | 33     | ギアボックス    | 4        |          |
| Ret  | 11 | ジャック・ヴィルヌーヴ           | BAR・ホンダ              | 27     | ウィング        | 13       |          |
| Ret  | 10 | 佐藤琢磨                         | ジョーダン・ホンダ       | 12     | 電気系          | 22       |          |
| Ret  | 14 | ヤルノ・トゥルーリ               | ルノー                   | 8      | アクシデント    | 7        |          |
| Ret  | 2  | ルーベンス・バリチェロ           | フェラーリ               | 0      | 接触            | 1        |          |
| Ret  | 5  | ラルフ・シューマッハ             | ウィリアムズ・BMW        | 0      | 接触            | 3        |          |
| Ret  | 9  | ジャンカルロ・フィジケラ         | ジョーダン・ホンダ       | 0      | 接触            | 8        |          |
| Ret  | 8  | フェリペ・マッサ                 | ザウバー・ペトロナス     | 0      | 接触            | 9        |          |
| Ret  | 7  | ニック・ハイドフェルド           | ザウバー・ペトロナス     | 0      | 接触            | 10       |          |
| Ret  | 15 | ジェンソン・バトン               | ルノー                   | 0      | 接触            | 11       |          |
| Ret  | 12 | オリビエ・パニス                 | BAR・ホンダ              | 0      | 接触            | 12       |          |
| Ret  | 25 | アラン・マクニッシュ             | トヨタ                   | 0      | 接触            | 16       |          |
| DSQ  | 20 | ハインツ＝ハラルド・フレンツェン | アロウズ・コスワース     | 16     | 失格            | 15       |          |
| DSQ  | 21 | エンリケ・ベルノルディ           | アロウズ・コスワース     | 15     | 失格            | 17       |          |

- No.20はピットレーン出口の赤信号を無視したため失格
- No.21はグリーンフラッグが振られたあとスペアカーに乗り換えたため失格

|                                         | FIA F1世界選手権 2002年シーズン | 次戦 2002年マレーシアグランプリ         |
| 前回開催 2001年オーストラリアグランプリ | オーストラリアグランプリ        | 次回開催 2003年オーストラリアグランプリ |